# Hüseyin Hilmi Paixà
Husayn o Hüseyin Hilmi Paşa (Midilli o Mitilene, 1855 - Viena, 3 d'abril de 1922) fou gran visir de l'Imperi Otomà, fill d'un comerciant. Va entrar a l'administració i va servir a Aydın el 1883 i dos anys després a Síria; el 1892 era a Bagdad i el 1898 fou nomenat governador del Iemen (valí d'al-Hudayda) el maig del 1898 exercint fins a l'octubre del 1902. El 1903 fou nomenat inspector general de Macedònia on va adquirir reputació d'honestedat i eficàcia.
Després de la revolució dels Joves Turcs del 1908 va ser Ministre de l'Interior, però va dimitir el febrer de 1909 en protesta pel cessament de dos ministres per part de Kıbrıslı Mehmed Kâmil Paşa. El dia 14 de febrer Kıbrıslı Mehmed Kâmil Paşa va caure del poder i dos dies després era nomenat Husayn Hilmi al seu lloc. El 13 d'abril el cop d'estat organitzat per l'Ahrar Firkasi (Unió Liberal) contra els Joves Turcs (Comité Unió i Progrés) el va obligar a dimitir el 14 d'abril de 1909, refusant una cartera al nou govern. Un exèrcit procedent de Macedònia va liquidar al nou govern i el 5 de maig de 1909 Hüseyin Hilmi Pasha fou restablert com a gran visir. Davant l'oposició militar i dels mateixos Joves Turcs, va dimitir el 28 de desembre de 1909 i fou substituït el 12 de gener de 1910 per İbrahim Hakkı Paşa.
El 1912 va ser breument Ministre de Justícia al gabinet d'Ahmet Muhtar Paşa (juliol) però va dimitir i fou enviat com ambaixador a Viena. L'11 de juny de 1913, assassinat el gran visir Mahmud Şevket Paşa, el sultà el volia cridar al govern però el Comitè Unió i Progrés s'hi va oposar. Va romandre a Viena fins a la seva mort.